# Звєряков Михайло Іванович
Звєряков Михайло Іванович (нар. 4 січня 1952 с. Софіївка Миколаївського району Одеської області) — економіст, доктор економічних наук (1996), професор (2000), член-кореспондент Національної академії наук України за спеціальністю: економічна теорія (2012). Заслужений діяч науки і техніки України (2006). Академік Академії наук вищої школи України, академік Академії економічної кібернетики України, голова комісії ради ректорів по розвитку вищої освіти Одеського регіону. Ректор Одеського національного економічного університету

## Життєпис
Народився у 1952 році у селі Софіївка Миколаївського району Одеської області.
У 1975 році закінчив Одеський інститут народного господарства.
В 1980 р. захистив кандидатську дисертацію.
Працював в інституті асистентом, викладачем, доцентом кафедри.
З 1988 по 1992 р. — проректор з міжнародних зв'язків і навчальної роботи з іноземними студентами. Всі ці роки Звєряков М. І. успішно поєднує навчально-виховну роботу з науковою.
З 1992 по 1995 р.  — докторант докторантури інституту.
З 1994 по 1996 р.  — наукова праця від фонду А. Гумбольдта в університеті м. Кельна, ФРН.
У 1996 році захистив докторську дисертацію.
З 1997 по листопад 1998 працює начальником управління банку «Україна», радник, а з листопада 1998 — перший заступник директора банку «Україна» по Одеській області
З 2000 — ректор університету, у тому ж році привласнене вчене звання професора кафедри загальної економічної теорії.

## Наукова діяльність
За час навчання в докторантурі й у період педагогічної діяльності він цілеспрямовано займається науково-дослідною роботою, підготував і опублікував 48 наукових і науково-методичних робіт.
За роки наукової діяльності опубліковано понад 75 робіт.

## Обов'язки
На посаді ректора Одеського національного економічного університету має наступні обов'язки:
- Керує діяльністю університету й несе персональну відповідальність за його розвиток, якість підготовки фахівців, проведення наукових досліджень, моральний стан і трудову дисципліну в колективі, проведення кадрової політики;
- Представляє університет у всіх державних органах, установах і громадських організаціях;
- Контролює виконання навчальних і науково-дослідних програм;
- Керує роботою Вченої Ради університету, науково-дослідної частини, приймальної комісії, відділу кадрів, відділу охорони праці, штабу цивільної оборони, канцелярії, юридичного відділу, дирекції студмістечка й інших структурних підрозділів загальноуніверситетського підпорядкування;
- Керує підготовкою фахівців, зарахуванням, відрахуванням і відновленням студентів, аспірантів, стажистів, докторантів;
- Приймає на роботу й звільняє з роботи співробітників;
- Здійснює контроль якості роботи викладачів, організації навчально-виховної й культурно-масової роботи, стану фізичного виховання й здоров'я, організовує побутове обслуговування студентів;
- Заохочує працівників університету й накладає стягнення на них;
- Контролює фінансово-господарську діяльність, матеріально-технічне забезпечення й збереження матеріальних цінностей, які перебувають на балансі університету;
- Здійснює керівництво закордонними зв'язками й всіма формами зовнішньоекономічної діяльності університету;
- Видає накази, які регламентують діяльність університету.

## Наукові інтереси
Основні наукові напрямки пов'язані з питаннями: методології й теорії розвитку економічних систем в умовах ринкової трансформації; дослідження розвитку інституціональної структури в економіках перехідного типу.

## Основні публікації
- Переход к рынку: проблемы теории. О., 1992;
- Шокова модель трансформації економіки України. 1999;
- Макроекономічна стабілізація в перехідній економіці // Теорія перехідної економіки. К., 2001;
- Макроекономічна стабілізація у практиці переходу до ринкової економіки // Вісник соціяльно-економічних досліджень. 2003. № 13;
- Сучасна економіка як об'єкт економічної теорії. О., 2008.